# Cupa României 1934/35
Der Cupa României im Jahr 1935 war das zweite Turnier um den rumänischen Fußballpokal. Sieger wurde CFR Bukarest, das sich im Finale gegen Titelverteidiger Ripensia Timișoara durchsetzen konnte.

## Modus
Die Klubs der Divizia A stiegen erst in der Runde der letzten 32 Mannschaften ein. Es wurde zunächst jeweils nur eine Partie ausgetragen. Stand diese nach 90 Minuten unentschieden, folgte eine Verlängerung von 30 Minuten. Erst wenn diese ebenfalls unentschieden endete, wurde ein Rückspiel ausgetragen, um eine Entscheidung herbeizuführen.

## Sechzehntelfinale
| Datum         |                            | Ergebnis             |                          |
| ------------- | -------------------------- | -------------------- | ------------------------ |
| 3. März 1935  | AMEF Arad                  | 2:4 (1:3)            | ILSA Timișoara           |
| 17. März 1935 | Hermannstädter Turnverein  | 4:0 (3:0)            | Makkabi Czernowitz       |
| 24. März 1935 | Gloria Arad                | 0:2 (0:1)            | Prahova Ploiești         |
|               | Tricolor Baia Mare         | 2:1 (1:0)            | RGM Timișoara            |
|               | ACFR Brașov                | 1:1 n. V. (1:1, 1:1) | Ripensia Timișoara       |
|               | Dacia Unirea Brăila        | 2:3 (2:3)            | Phoenix Baia Mare        |
|               | Maccabi Bukarest           | 0:1 (0:1)            | România Cluj             |
|               | Venus Bukarest             | 3:1 (3:0)            | Olimpia CFR Satu Mare    |
|               | Jahn Czernowitz            | 0:4 (0:3)            | CAO Oradea               |
|               | Universitatea Cluj         | 8:0 (5:0)            | Elpis Constanța          |
|               | Vulturii Textila Lugoj     | 0:1 (0:0)            | ASCAM Bukarest           |
|               | Vitrometan Mediaș          | 0:6 (0:2)            | Chinezul Timișoara       |
|               | Nagyszebeni Sportegyesület | 0:3 (0:1)            | Juventus Bukarest        |
|               | CFR Simeria                | 2:4 (1:2)            | CFR Bukarest             |
|               | CA Timișoara               | 2:0 (1:0)            | Crișana Oradea           |
|               | Mureșul Târgu Mureș        | 1:1 (1:1)            | Unirea Tricolor Bukarest |
| 28. März 1935 | Ripensia Timișoara         | 4:1 (2:1)            | ACFR Brașov              |
| 4. April 1935 | Unirea Tricolor Bukarest   | 6:1 (4:1)            | Mureșul Târgu Mureș      |

## Achtelfinale
| Datum          |                           | Ergebnis             |                          |
| -------------- | ------------------------- | -------------------- | ------------------------ |
| 6. April 1935  | Juventus Bukarest         | 2:0 (0:0)            | România Cluj             |
| 7. April 1935  | Phoenix Baia Mare         | 1:0 (0:0)            | CA Timișoara             |
|                | ASCAM Bukarest            | 4:1 n. V. (1:1, 0:1) | Tricolor Baia Mare       |
|                | Unirea Tricolor Bukarest  | 2:2 n. V. (2:2, 2:0) | ILSA Timișoara           |
|                | CAO Oradea                | 4:1 (2:0)            | Chinezul Timișoara       |
|                | Prahova Ploiești          | 2:6 (0:3)            | Venus Bukarest           |
|                | Hermannstädter Turnverein | 1:4 (1:1)            | CFR Bukarest             |
|                | Ripensia Timișoara        | 2:1 (0:1)            | Universitatea Cluj       |
| 18. April 1935 | ILSA Timișoara            | 1:0 (1:0)            | Unirea Tricolor Bukarest |

## Viertelfinale
| Datum          |                | Ergebnis             |                    |
| -------------- | -------------- | -------------------- | ------------------ |
| 23. April 1935 | Venus Bukarest | 3:0 (1:0)            | Juventus Bukarest  |
|                | CFR Bukarest   | 4:2 (1:0)            | Phoenix Baia Mare  |
|                | CAO Oradea     | 1:2 n. V. (1:1, 0:1) | Ripensia Timișoara |
|                | ILSA Timișoara | 4:1 (2:0)            | ASCAM Bukarest     |

## Halbfinale
| Datum        |                    | Ergebnis  |                |
| ------------ | ------------------ | --------- | -------------- |
| 30. Mai 1935 | CFR Bukarest       | 3:2 (2:1) | ILSA Timișoara |
|              | Ripensia Timișoara | 4:2 (3:1) | Venus Bukarest |

## Finale
| Paarung            | CFR Bukarest – Ripensia Timișoara |
| Ergebnis           | 6:5 n. V. (5:5, 2:1) |
| Datum              | 6. Juni 1935 |
| Stadion            | Stadionul ONEF, Bukarest |
| Zuschauer          | 10.000 |
| Schiedsrichter     | Denis Xifando (Bukarest) |
| Tore               | 1:0 Attila (34.) 2:0 Ladislau Ströck (37.) 2:1 Alexandru Schwartz (41.) 2:2 Alexandru Schwartz (47.) 3:2 Gheorghe Georgescu (55.) 4:2 Gheorghe Georgescu (61.) 4:3 Ștefan Dobay (66.) 5:3 Gheorghe Georgescu (70.) 5:4 William Zombory (76.) 5:5 Ujlaki (88., Eigentor) 6:5 Ștefan Barbu (97.) |
| CFR Bukarest       | Francisc Theimler, Nicolae Roșculeț, Ujlaki, Vintilă Cossini, Ștefan Wetzer, Alexandru Cuedan, Gheorghe Georgescu, Ștefan Barbu, Ladislau Ströck, Geza Medve, Attila Junk |
| Ripensia Timișoara | William Zombory, Rudolf Bürger, Balázs Hoksary, Vasile Deheleanu, Rudolf Kotormány, Eugen Lakatos, Silviu Bindea, Zoltán Beke, Gheorghe Ciolac, Alexandru Schwartz, Ștefan Dobay Cheftrainer: Rudolf Wetzer                                                                                    |